# Oxyopes longispinus
Oxyopes longispinus là một loài nhện trong họ Oxyopidae.
Loài này thuộc chi Oxyopes. Oxyopes longispinus được Subhendu Sekhar Saha & Dinendra Raychaudhuri miêu tả năm 2003.